# Vysídlení Poláků nacistickým Německem

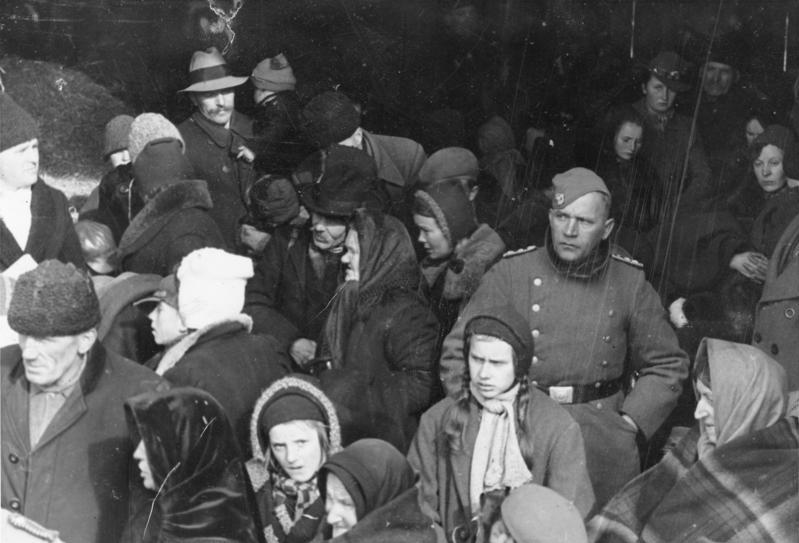
Poláci vysídlení z říšské župy Wartheland, 1939

Vysídlení Poláků nacistickým Německem byla v době druhé světové války v letech 1939–1944 operace zaměřená na vysídlení polského obyvatelstva za účelem nastěhování německých obyvatel (rozšiřování německého životního prostoru) a následné geopolitické germanizace zabraného území. 

## Předchozí události

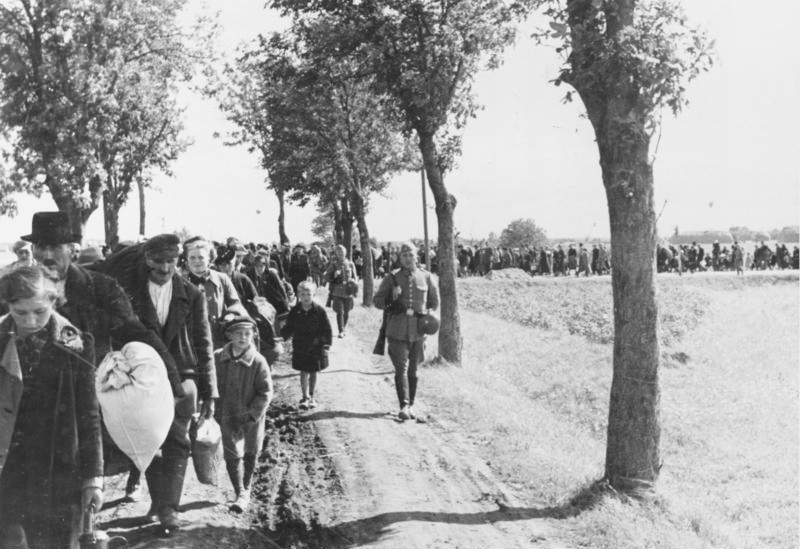
Po německé invazi byli Poláci hromadně odváženi vlaky ze západního Polska připojeného k Říši.

Adolf Hitler již ve svých předválečných přípravách vypracoval plány kolonizace polských území na hranicích Třetí říše, aby je začlenil do nové říšské župy Wartheland. Jeho plány se brzy rozrostly o území Generálního gouvernementu, které se „za 15–20 let mělo stát čistě německou oblastí“, jak Hitler nastínil v březnu 1941. „Odstranění 15 milionů Poláků mělo umožnit nastěhování 4–5 milionů Němců a učinit tuto oblast tak německou jako Porýní“. 
| Název území                                             | Počet vysídlených Poláků |
| ------------------------------------------------------- | ------------------------ |
| Povartí                                                 | 280 606                  |
| Slezsko                                                 | 81 000                   |
| Pomořsko                                                | 124 000                  |
| Bělostok                                                | 28 000                   |
| Ciechanów                                               | 25 000                   |
| „Divoký odsun“ v roce 1939 (převážně Pomoří)            | 30 000–40 000            |
| Polské oblasti anektované nacistickým Německem (celkem) | 918 000–928 000          |
| Zámostí                                                 | 100 000–110 000          |
| Generální gouvernement (vojenské prostory)              | 171 000                  |
| Varšava (po varšavském povstání)                        | 500 000                  |
| Celkový součet na všech okupovaných polských územích    | 1 689 000–1 709 000      |

## Rasová politika

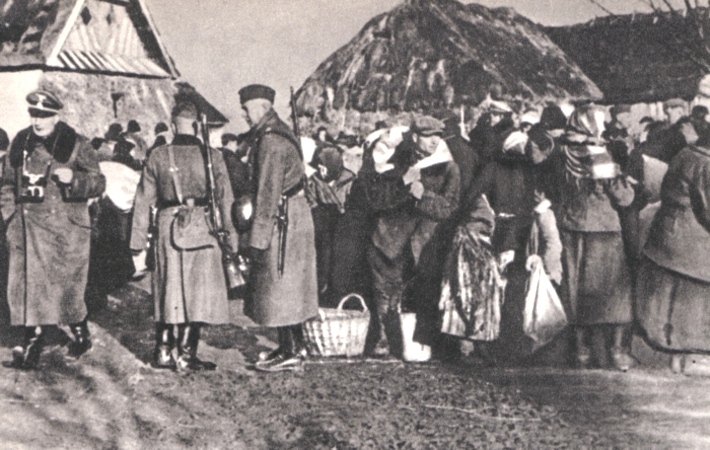
Vyhoštění polských vesničanů v oblasti Zámostí v prosinci 1942

Podle nacistické ideologie byli Poláci považováni za „podlidi“ (Untermenschen), kteří jsou dobří jako otroci během čekání na své vyhlazení. Říšský ústřední bezpečnostní úřad (Reichssicherheitshauptamt, zkr. RSHA) pracoval na vývoji hlavního plánu pro Východ (Generalplan Ost), který počítal s deportací 45 milionů „nemecizovatelných“ jednotlivců ze střední a východní Evropy do oblasti západní Sibiře, z toho 31 milionů rasově nežádoucích (100 % Židů, 85 % Poláků, 75 % Bělorusů a 65 % Ukrajinců). Zbývající 3 až 4 miliony polských rolníků, „polských potomků“ považovaných za potomky německých osadníků a migrantů (Walddeutsche, pruští osadníci aj.), tedy za „rasově hodnotné“ by mohlo být germanizováno a splynout s německou populací, žijící na dříve polských územích. Nacistické vedení předpokládalo dosažení svých cílů za použití vyhnání, hladomoru, hromadných poprav a otrocké práce. Krom toho souběžné probíhaly v koncentračních táborech pokusy a experimenty s hromadnou sterilizací a další zločiny proti lidskosti. 